# جسر

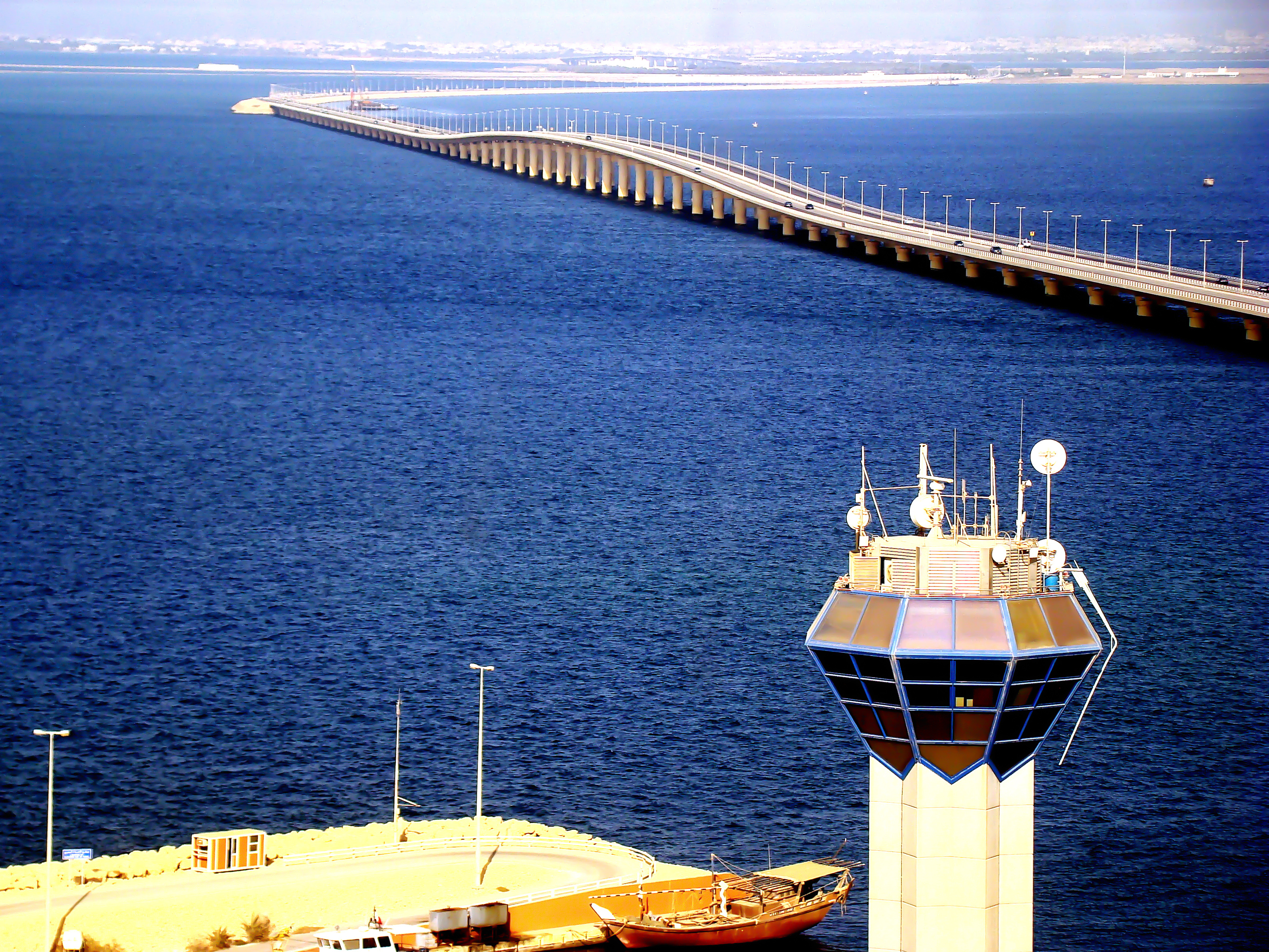
جسر الملك فهد، يصل بين المملكة العربية السعودية وبين البحرين

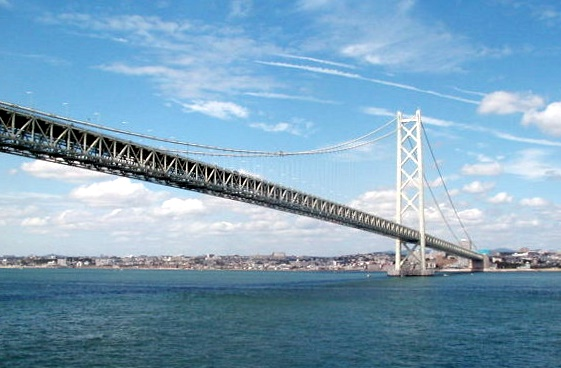
جسر اللؤلؤة هو أطول جسر معلق في العالم

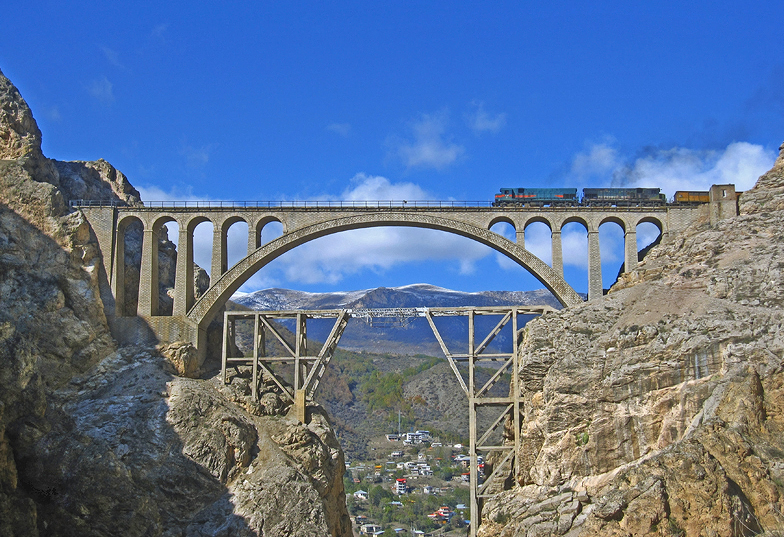
جسر ورسك لسكك الحديد

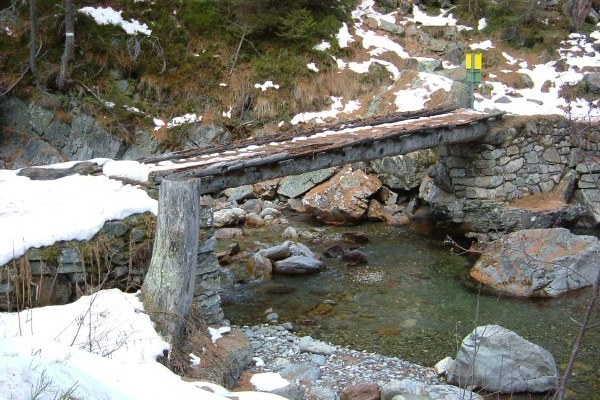
جسر مبني من جذوع الأشجار

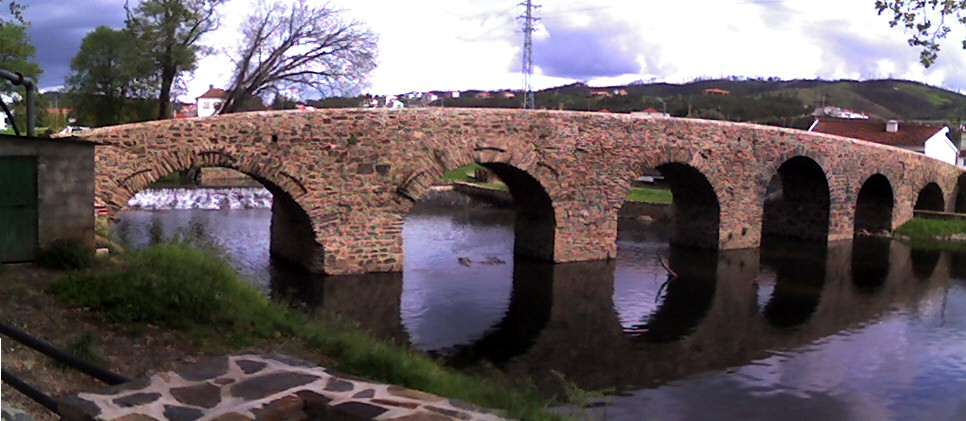
جسر روماني يعود إلى عصر أسرة فيليب 1580-1640

الجسر (الجمع: جسور) أو القنطرة (ج القناطر) هو مُنشأ يُستخدم للعبور من مكان إلى آخر بينهما عائق. قد يكون هذا العائق مائياً أو أرضاً وعرة أو منطقة شديدة الانخفاض أو غيره. يتم إنشاء الجسور من الخرسانة المسلحة أو الصلب أو من مواد أخرى كالخشب أو الحبال.
يسميه المصريون (الكوبري)، والسودانيون (الكبري).
للجسور أهميتها في ربط الأجزاء المنعزلة، مثل ضفاف الأنهار والجزر المنعزلة، كما أن للجسور أهمية خاصة في الحروب، حيث أن الجسر هو هدف استراتيجي يجب حمايته مهما كلف الأمر، وأحياناً يتطلب الأمر تفجير الجسور حتى لا تمر عليها القوات الغازية، أو لمنع وصول الإمدادات للعدو.

## أصل الكلمة
قال أنستاس الكرملي إن كلمة جسر أصلها عربي، وقال طه باقر إن كلمة جسر «وردت في اللغة الآكدية بهيئة» گ‍شرو«(Gishru) ومنها الآرامية» گ‍شرا«، وتُكتب كلمة جسر في نظام الخط المسماري بعلامتين تُقرآن مثل لفظهما، وهما» گ‍ش-رو«، ولا يُعلم بوجه التأكيد هل أن هذا اللفظ سومري أو آكدي صرف».

## التحليل والتصميم
يُصمم مختلف المهندسين عادةً الجسور، على عكس المباني التي يعود تصميمها إلى المهندسين المعماريين. يأتي هذا بسبب أهمية المتطلبات الهندسية؛ مثل: طول بحر العائق والقدرة على التحمل والبقاء، مع ضرورة توفر الحد الأدنى من الصيانة، في بيئة خارجية قاسية. تُحلل الجسور أولًا؛ ويُحسب عزم الانحناء وتوزيعات قوى القص نتيجة الأحمال المطبقة. لهذا، فإن طريقة العناصر المنتهية هي الأكثر شيوعًا. يكون التحليل أحادي البعد أو ثنائي أو ثلاثي الأبعاد. يكون نموذج اللوحة ثنائي الأبعاد (بكمرات مُقواة غالبًا) بالنسبة لغالبية الجسور كافيًا أو نموذجًا محدودًا منتهي العناصر. يُصمم الجسر لمقاومة عزوم الانحناء المطبقة وقوى القص، عند الانتهاء من التحليل، على سبيل المثال، تُختار مقاسات القطاعات والتي تكون ذات قدرة كافية لمقاومة الضغوط. تُصنع العديد من الجسور من الخرسانة سابقة الإجهاد والتي تتميز بخصائص ذات متانة جيدة، إما عن طريق كمرات سابقة الشد قبل التثبيت أو بعد الشد في الموقع.
تُصمم الجسور في معظم البلاد مثل المنشآت الأخرى، وفقًا لمبادئ تصميم عامل الحمل والمقاومة. يُمكن تفسير هذا بعبارات بسيطة؛ يُحسب الحمل بعامل أكبر من الوحدة، بينما تبدأ المقاومة أو قدرة المنشأ في الانخفاض، بعامل أقل من الوحدة. يجب أن يكون تأثير الحمل المُحلل (الضغط، عزم الانحناء، إلخ) أقل من المقاومة المُحللة لهذا التأثير. تحتمل كلٌّ من هذه العوامل قيمة ارتياب وتزيد العوامل كلما كانت القيمة أكبر.

## المظاهر الجمالية
تكمن أهمية معظم الجسور بمظهرها، ولكن في بعض الحالات، يكون حتى لمظهر الجسر أهمية كبيرة. هذا هو الحال في كثير من الأحيان مع جسر كبير يقع عند مدخل مدينة، أو يعبر فوق مدخل الميناء الرئيسي. تُعرف هذه الجسور أحيانًا باسم الجسور الدليلية. يُعطي مصممو الجسور غالبًا أهمية أكبر للمظاهر الجمالية في الحدائق وعلى طول الطرق الرئيسية. تشمل الأمثلة على ذلك الجسور ذات الوجه الحجري على طول الطريق الرئيسي لبلدة تاكونيك في نيويورك.
تُبنى بعض الجسور أطول من اللازم، لخلق صورة جميلة. يوجد هذا النوع غالبًا في الحدائق المبنية على طراز شرق آسيا، والذي يُطلق عليه اسم جسر القمر، مُصورًا شكل قمر كامل آخذًا في الارتفاع. تعبر جسور الحديقة الأخرى قاعًا جافًا من الحصى المغسولة بواسطة التيار، والتي تهدف إلى نقل تأثير التيار فقط. يُبنى الجسر غالبًا على ممر مائي صناعي في القصور إذ يُشكل ممرًا رمزيًا إلى مكان مهم أو ذكرى قومية. تعبر مجموعة مكونة من خمسة جسور ممرًا مائيًا متعرجًا في فناء هام في المدينة المحرمة في بكين، الصين. اقتصر الجسر المركزي بشكل خاص على استخدام الإمبراطور والإمبراطورة وحاشيتهم.

## صيانة الجسر
تشتمل صيانة الجسر على مجموعة من اختبارات المراقبة والسلامة الإنشائية. يُنظم ذلك وفقًا للمعايير الهندسية الخاصة بكل بلد، ويشمل على سبيل المثال المراقبة المستمرة من ثلاثة إلى ستة أشهر واختبارًا بسيطًا أو فحصًا من سنتين إلى ثلاث سنوات وفحصًا رئيسيًا من ست إلى عشر سنوات. تكلفة الصيانة كبيرة في أوروبا وهي أغلى في بعض البلاد من الإنفاق على الجسور الجديدة. يمكن إطالة عمر الجسور المعدنية الملحومة بشكل كبير عن طريق المعالجة اللاحقة للوصلات الملحومة. تنتج عن هذا فائدة عالية محتملة، ما يُؤدي إلى استخدام الجسور الموجودة إلى ما بعد العمر الافتراضي المُخطط له.

## التاريخ
بدأ البشر في إنشاء الجسور منذ القدم، وبدأت بالجسور الخشبية التي تتكون من جذع شجرة، ثم تدرج الأمر لاستخدام الأحجار كما في أيام الرومان. في البداية استغلت كما يبدو فرص طبيعية، كجذع شجرة سقط فوق واد، أو حجارة كبيرة استقرت فيه. في المرحلة الثانية، وضع القدامى قاصدين كتل خشبية للمرور فوقها. علمت تجربة بناء الجسور الأوائل أنه لكي يبنى جسر (رابطة) على سطح وادٍ واسع يمكن استعمال عارضات كثيرة مربوطة بعضها ببعض.

## الاستخدامات

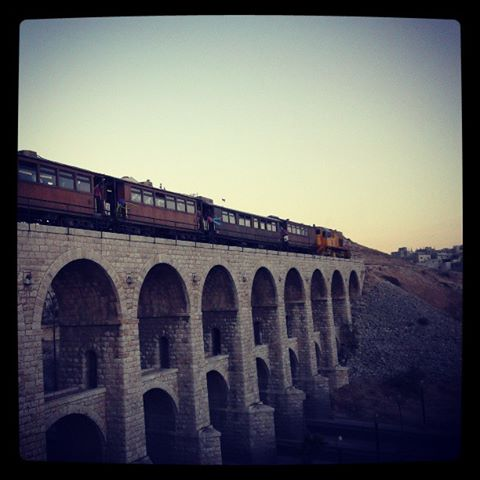
جسر سكك حديدية بعمّان الأردن.

تستخدم الجسور في عبور المجاري المائية بشكل عام، وبذلك تسخدم الجسور لوصل الجزر المنعزلة ببعضها البعض، كما تستخدم في مد السكك الحديدية في المناطق التي تعوقها المجاري المائية أو المناطق الجبلية الوعرة.
كما أن الجسور تستخدم في نفس الوقت في حمل وتمرير كابلات الكهرباء وأنابيب المياه العذبة وخطوط النفط والغاز.

## الأنواع
يمكن تقسيم الجسور حسب الاستخدام أو حسب مواد البناء أو حسب الشكل وحتى التصميم.
1. تقسيم الجسور من حيث الاستخدام
  1. جسور سيارات ومشاه.
  2. جسور سكك حديدية.
  3. جسور مشاه.
  4. جسور خطوط الأنابيب (خطوط أنابيب بترول – مياه – صرف صحي).
  5. جسور مؤقتة.

1. تقسيم الجسور من حيث مواد البناء
  1. جسور خشببية.
  2. جسور خشبية معدنية.
  3. جسور حجرية: الجسور الرومانية هي المثال الأبرز عليها، وتتميز بالأقواس التي تشكل الأساس الذي يحمل متن الجسر.  جسر برسيرين الحجري في محافظة أربيل 
  4. جسور خرسانية.

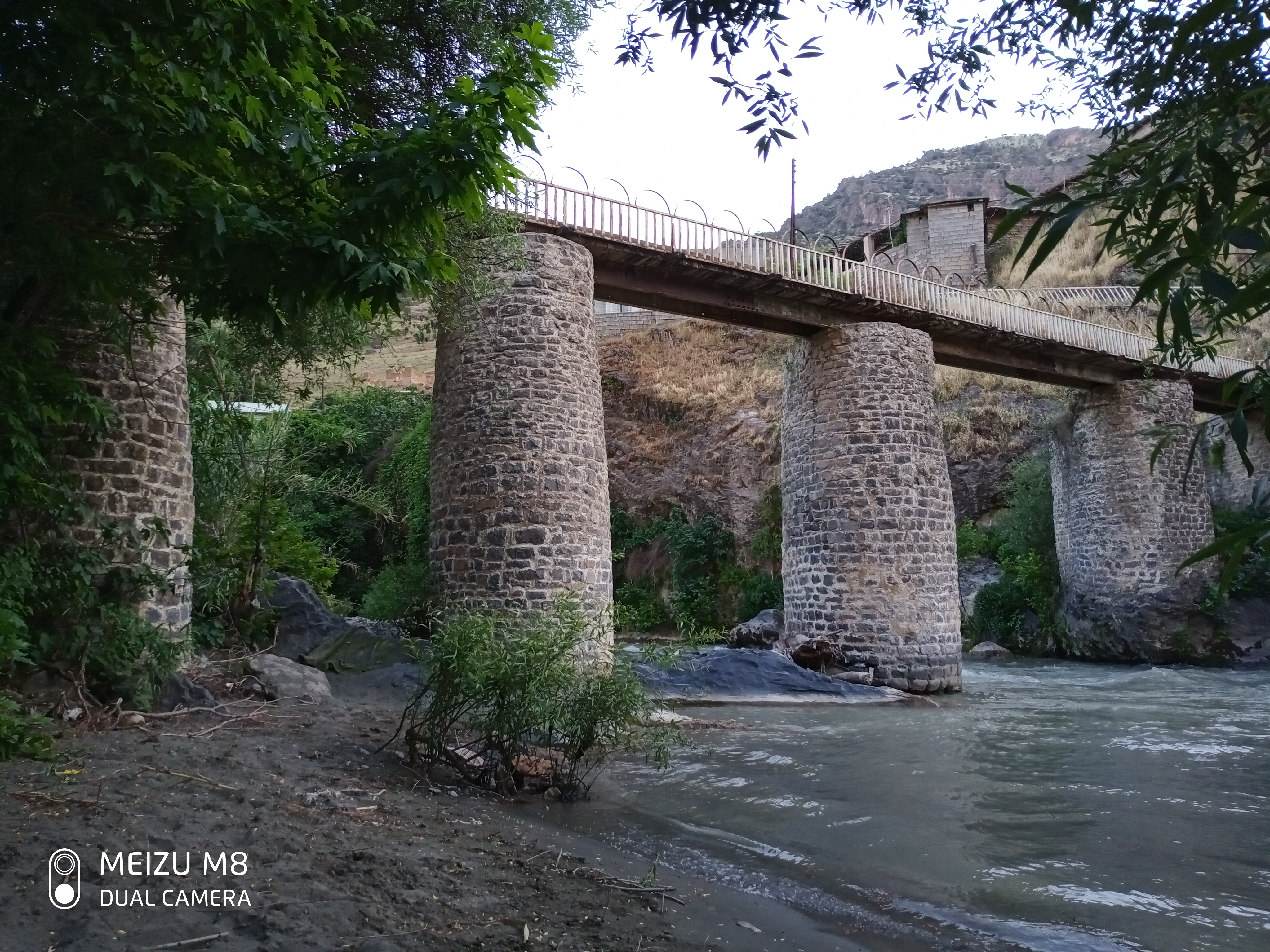
جسر برسيرين الحجري في محافظة أربيل

  5. جسور خرسانية مصبوبة بالموقع.
  6. جسور خرسانية سابقة الصب.
  7. جسور خرسانية مصبوبة بالموقع سابقة الإجهاد.
  8. جسور خرسانية سابقة الصب سابقة الإجهاد.
  9. جسور معدنية.
  10. جسور الجمالونات المعدنية.
  11. جسور الكمرات المعدنية.

1. جسور معدنية معلقة.
2. جسور خرسانية ومعدنية.
3. جسور خرسانية معلقة.

1. تقسيم الجسور من حيث الشكل
  1. جسور مستقيمة ظهرية DECK – Straight Bridge
  2. جسور منحنية ظهرية DECK – Skew Bridge
  3. جسور مستقيمة نفقية THROUGH – Straight Bridge
  4. جسور منحنية نفقية THROUGH – Skew Bridge

1. تقسيم الجسور من حيث التصميم
  1. جسور عائمة: توضع على المجاري المائية الضيقة مثل الترع والبحيرات والنهيرات الهادئة، وتتميز ببنيتها البسيطة، حيث يقام هيكل الجسر على عوامات مثل البراميل الفارغة وخلافه والتي تعالج ضد الصدأ.
  2. جسور معلقة: تعتبر الجسور المعلقة من منجزات العصر الحديث، ويعتبر إنشاء جسر معلق من المنجزات الهندسية والانشائية المتقدمة، وفي الغالب تكون الجسور المعلقة فوق المجاري المائية الواسعة كما هو الحال في جسر جولدن جيت في سان فرانسيسكو أو فوق المناطق السكنية المزدحمة كما في كوبري 6 أكتوبر بالقاهرة والذي يمر في أشد مناطقها ازدحاماً.
  3. الجسور المغطاة.
  4. جسر العارضات.
  5. الجسور الصندوقة: كالجسر ذو الطابقين في بغداد.

## المواد المستخدمة في الإنشاء

### الخرسانة المسلحة المصبوبة في الموقع
وفيها يتم عمل الشدة بالأبعاد المطلوبة، ويتم رص حديد التسليح طبقاً للتصميم وصب الخرسانة، ويراعى في الخرسانة المصبوبة بالموقع اتباع جميع المواصفات الفنية بدءاً من اختيار المواد المصنعة منها الخرسانة، ومروراً بمراحل الخلط والنقل والصب والدمك ثم المعالجة، ويجب اتخاذ جميع الاحتياطات للظروف الطارئة مثل سقوط الأمطار – تأخر وصول الخرسانة – حدوث خلل في الشدة، ويجب عمل اختبار قوام الخرسانة الطازجة Slump Test على كل خلطة خرسانية واستبعاد أي خلطة غير مطابقة للمواصفات خارج الموقع فوراً.

### الخرسانة سابقة الإجهاد المصبوبة في الموقع

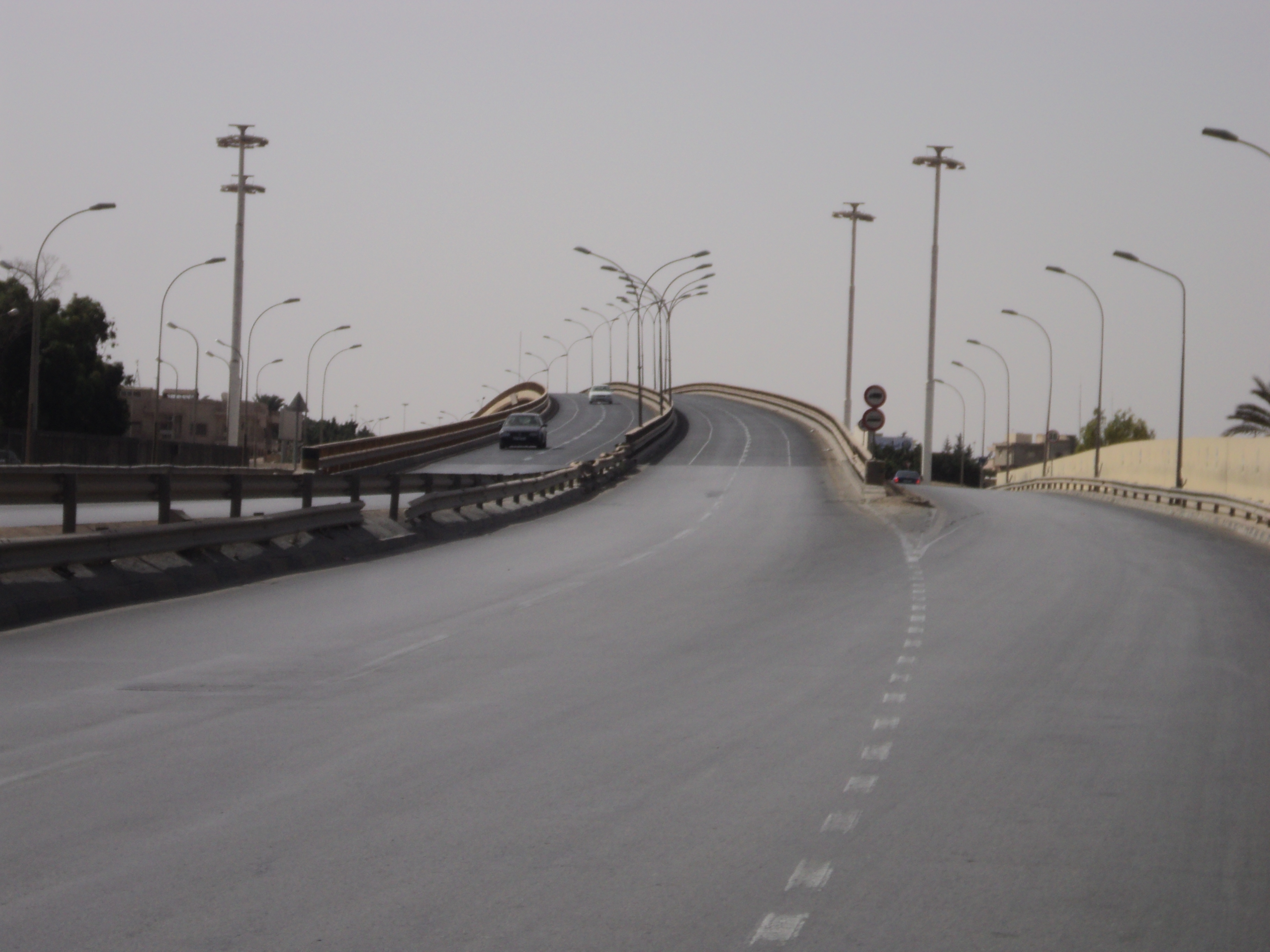
جسر علوي بنغازي ليبيا

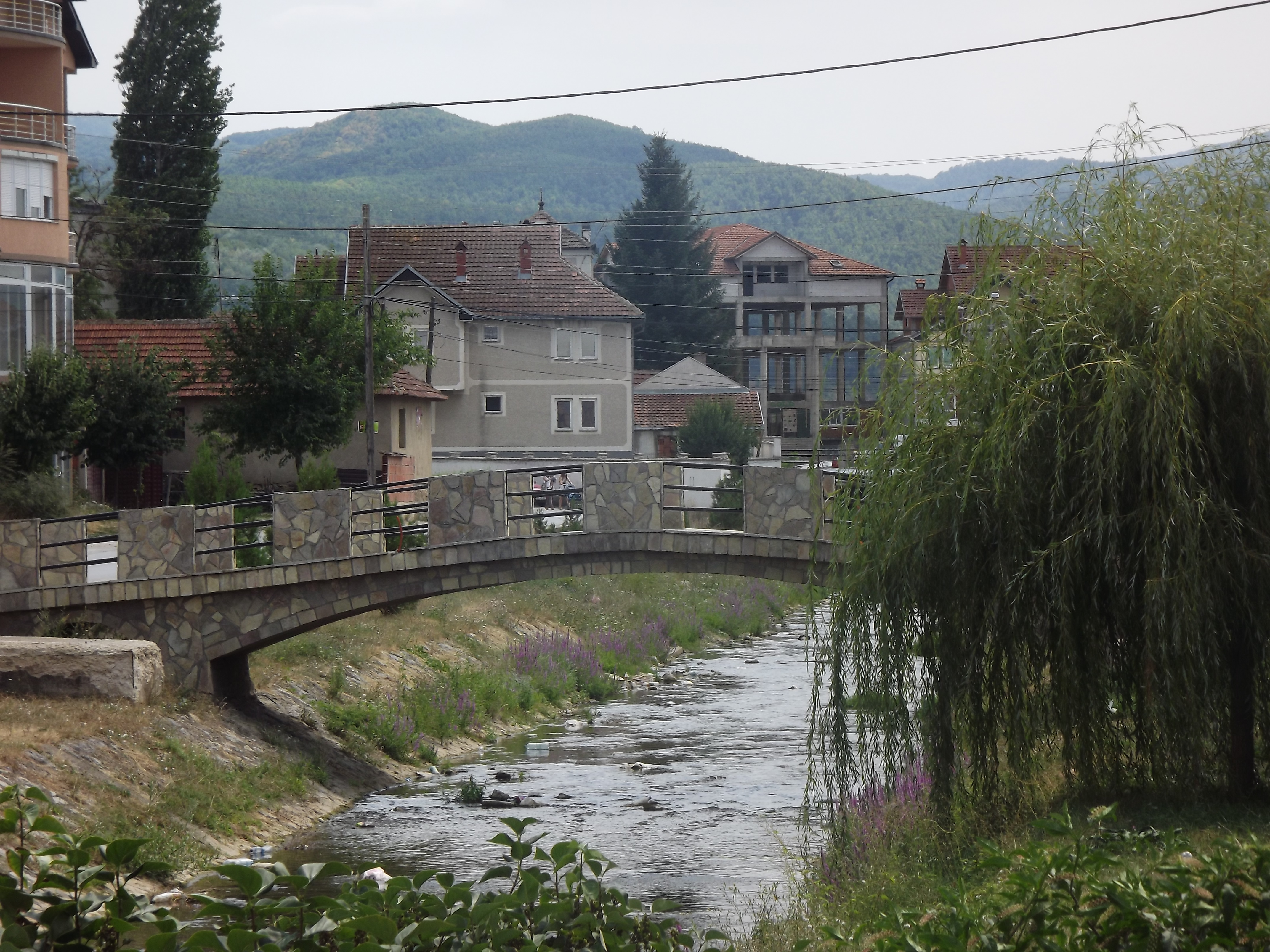
جسر حجري لعبور نهر في كوسوفا

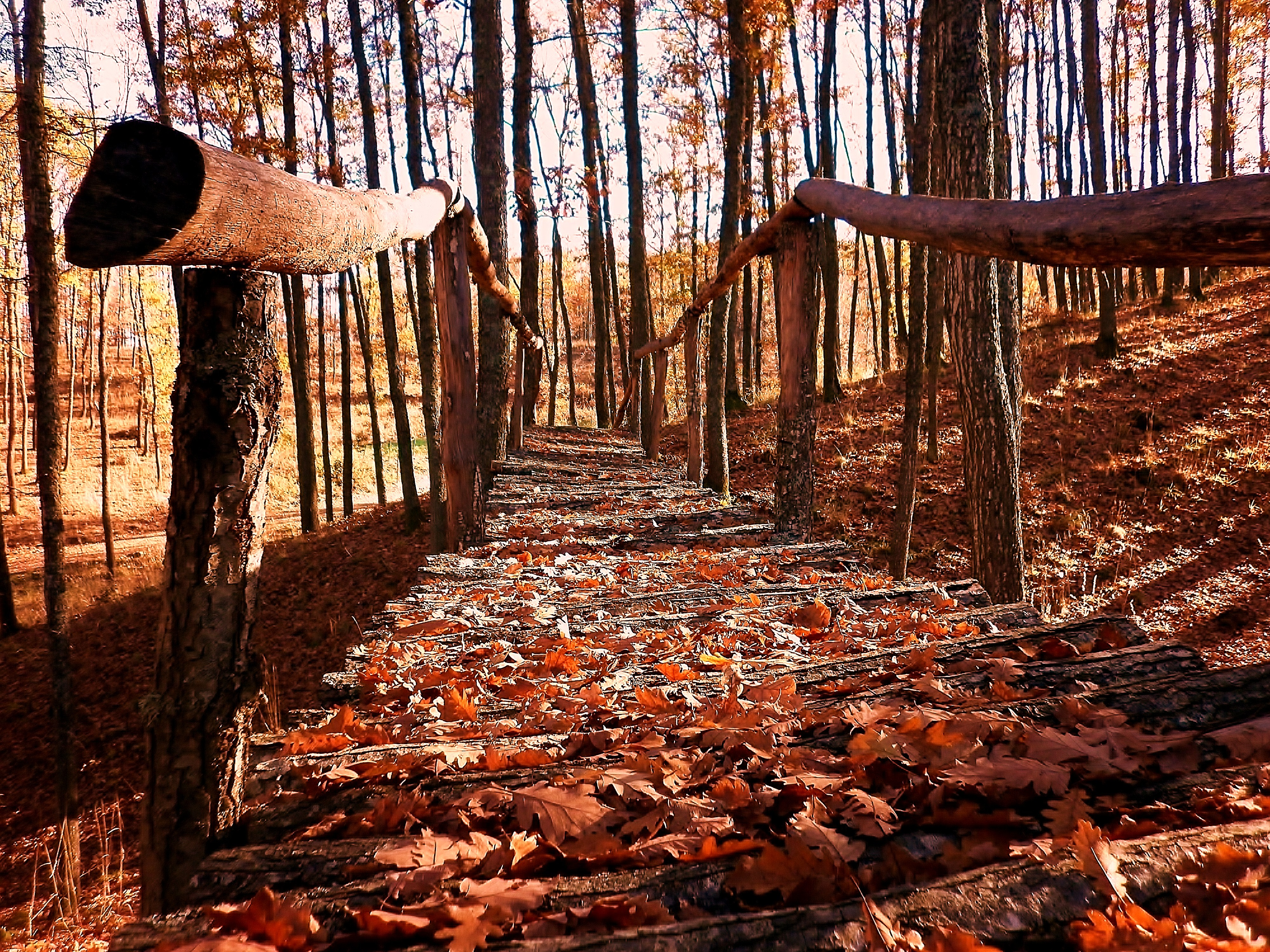
جسر خشبي قديم في جيلان كوسوفا

وفيها يتم عمـل الشـدة بالأبعاد المطلوبة ورص حديد التسـليح ومجاري الكابلات الحديدية Cable Tendom. عادة ما يتم تصميم العناصر الإنشائية في هذه الحالة على أنها مزيج من الخرسانة المسلحة والخرسانة سابقة الإجهاد، وتراعى جميع المواصفات الفنية المذكورة في البند السابق بالنسبة لتوكيد جودة الخرسانة المصبوبة، وبعد مرور حوالي أسبوع من صب الخرسانة يتم تمرير الكابلات الحديدية داخل مجاري الكابلات وتطبيق قوة سبق الإجهاد وحقن المجاري بالإيبوكسي. ويتم تحديد الحد الأدنى لمقاومة الخرسانة قبل تطبيق سبق الإجهاد بواسطة المهندس المصمم، ويجب التأكد من قيمة المقاومة المذكورة عن طريق اختبار العينات بالمعمل.

### الخرسانة المسلحة سابقة الصب
تعتمد هذه الطريقة على صب العناصر الخرسانية المسلحة في المصنع ومعالجتها حتى الوصول إلى المقاومة المطلوبة ثم نقلها وتركيبها في الموقع. يتميز هذا النوع من الإنشاء بسهولة تأكيد جودة الخرسانة داخل المصنع، ولكن يعيبه أنه يجب تنفيذ الوصلات بدقة متناهية لضمان تركيبها في الموقع بطريقة سليمة.
يجب على المصمم الإنشائي للخرسانة المسلحة سابقة الصب أن يأخذ في اعتباره العاملين الآتيين أثناء تصميم الجسـر:
1. حساب الإجهادات على العناصر الإنشائية المختلفة أثناء نقلها ورفعها بالونش وتركيبها، وغالباً ما تؤدي هذه الحسابات إلى زيادة التسليح العلوي بالعناصر الإنشائية المختلفة مع تحديد نقاط التعليق بالنسبة لكل عنصر إنشائي.
2. حساب الإجهادات الثانوية الناتجة من خطأ التصنيع في حدود ± 5 مم، وغالباً ما ينتج هذا الخطأ من انكماش الخرسانة، ويراعى في الموقع استبعاد أي عنصر إنشائي يزيد الخطأ في تصنيعه عن ± 2 مم.

ويعيب المنشآت سابقة الصب عامة ضعف الوصلات عنها في حالة الخرسانة المصبوبة في الموقع، ولذا يجب حساب تأثير القوى الجانبية والقوى الثانوية الناتجة من التمدد والانكماش والهبوط التفاضلي للقواعد وخطأ التصنيع في حدود ± 5 مم على الوصلات.

### الخرسانة سابقة الإجهاد سابقة الصب
تعتمد هذه الطريقة على صب الخرسانة في الشدات داخل المصنع مع تثبيت مجاري الكابلات الحديدية داخل الفرم. يتم تطبيق سبق الإجهاد بعد صب الخرسانة ووصولها إلى مقاومة معينة طبقاً لما يتم تحديده بواسطة المهندس المصمم، وغالباً ما يتم استبدال حديد التسليح بالكامل بكابلات سبق الإجهاد في هذا النوع من الإنشاء. ويراعـى جميـع الاحتياطات الواردة في البند السابق.

### الجسور المعدنية الملحومة
وتتميز الجسور المعدنية الملحومة بأنها لا تتعرض لأية إجهادات مسبقة نتيجة خطأ التصنيع، ويراعى اختبار جميع اللحامات باستخدام أشعة إكس للتأكد من عدم وجود أية فراغات في اللحام. وفي حالة وجود أية عيوب باللحام يتم إزالته وإعادة اللحام مرة أخرى. ويتميز هذا النوع أيضاً بعدم الحاجة لتأكيد جودة تصنيع العناصر الإنشائية حيث يتم عمل الاختبارات اللازمة بالمصنع على كل عنصر إنشائي بطريقة آلية.

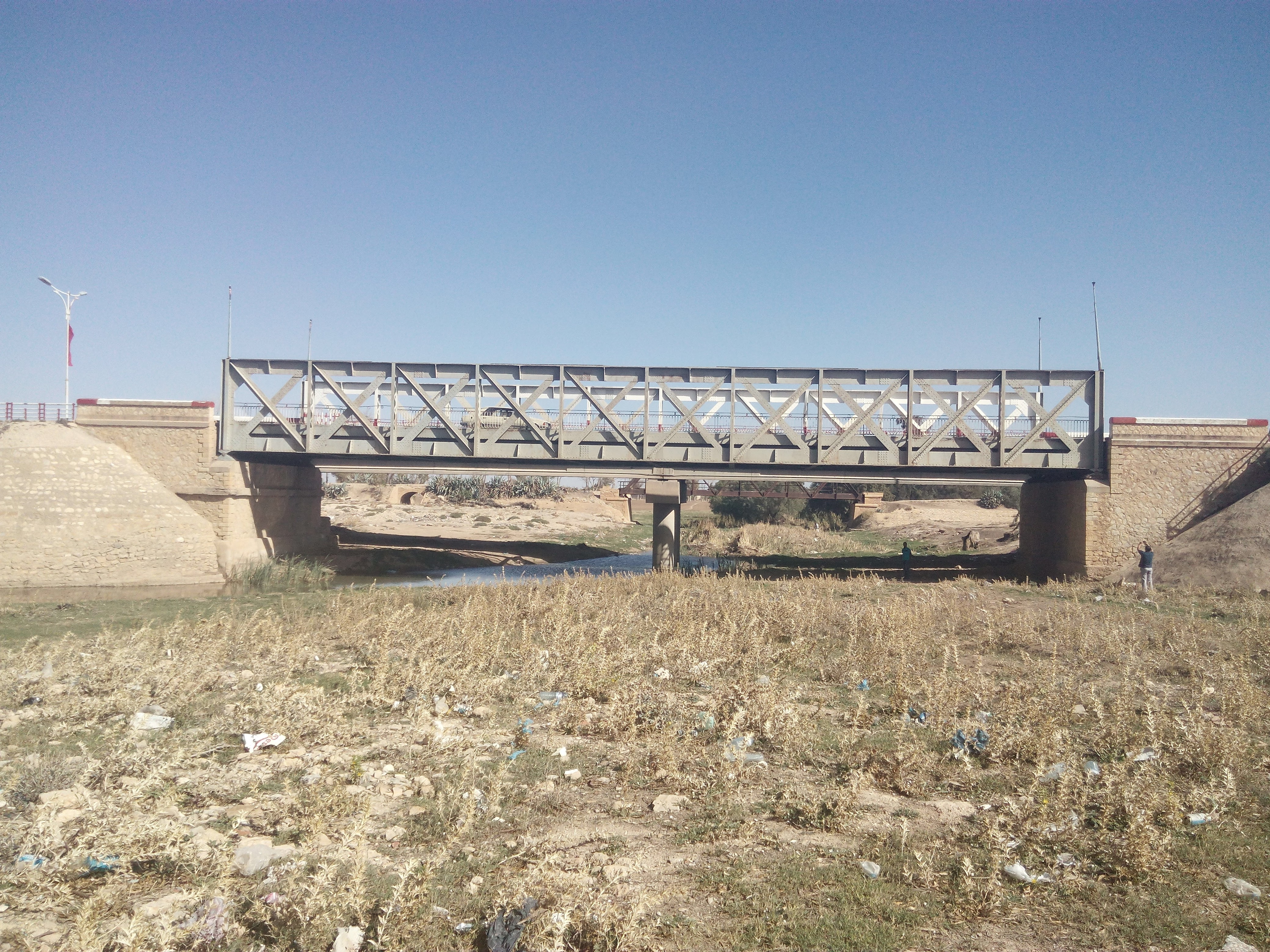
صورة عامة لجسر حديدي على الطريق الوطني 10 مسكيانة - ولاية أم البواقي

## جسور الوطن العربي

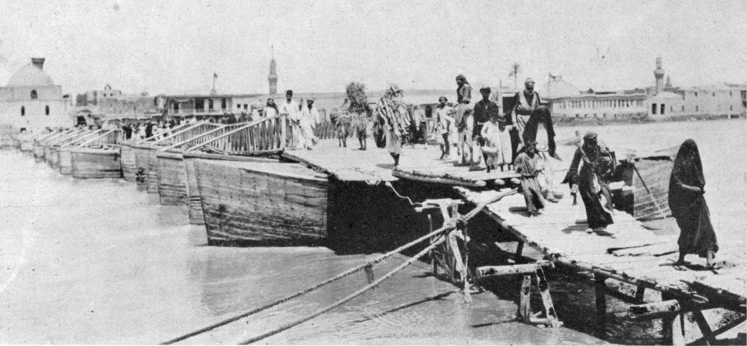
جسر من المراكب في بغداد 1918م

### مصر
- كوبري قصر النيل: يقع في القاهرة بالقرب من ميدان التحرير، ويعد أول جسر أنشئ في مصر للعبور على النيل، ويتميز بالتماثيل الأربعة للأسود القابعة عند مدخلي الكوبري، والمصنوعة من البرونز.
- كوبري الفردان: وهو جسر للسكك الحديدية، ويمر فوق قناة السويس، وهو أكبر جسر متحرك في العالم.

### الخليج
- جسر الشيخ جابر الأحمد الصباح: يعد رابع أطول جسر بالعالم الجسور البحرية في العالم، إذ يبلغ طوله 49,900 كم 163,700 قدم.
- جسر الملك فهد: جسر من أكبر الجسور في العالم، يصل بين المملكة العربية السعودية وبين البحرين طوله 25 كم، ويتكون من 5 جسور عرضها يتراوح بين 5-9، تكاليف صنع هذا الجسر بلغت أكثر من مليار دولار أمريكي.
- جسر المحبة: وهو مشروع لبناء جسر يربط بين دولة قطر ومملكة البحرين حيث قامت الحكومتان بعرض طلب للشركات العالمية بالتقدم بعطاءات لأعمال الاستشارة وبناء جسر يربطهما. يعتقد ان إنجاز المشروع يتطلب 1.5 مليار دولار، وقام الوكيل المساعد بوزارة الأشغال والإسكان البحرينية عصام خلف بتصريح مفاده ان البلدين يعملان حاليا لاختيار مدير المشروع الذي سيكون مسؤولا عن طرح المناقصات لبناء الجسر.

### المغرب الكبير

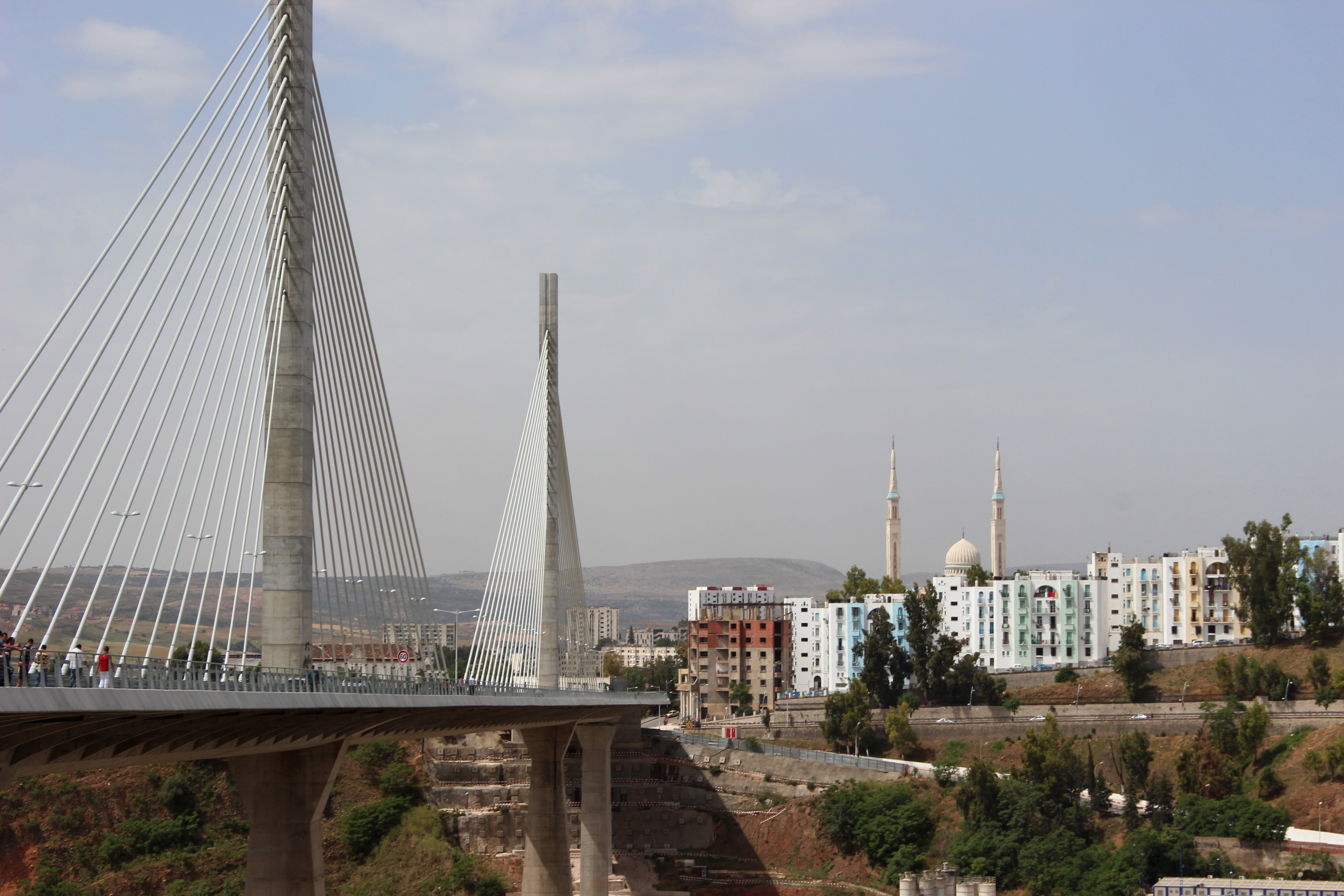
جسر صالح باي

- جسر الملك محمد السادس: هو أول جسر بأفريقيا ذو مواصفات خاصة والذي يربط بين سلا والرباط ويوجد بالمملكة المغربية
- جسر وادي الرخام: هو الجسر الأول إفريقياً من حيث الارتفاع، ويوجد في الجزائر.
- جسر صالح باي ' أو كما يسمى في بعض الأحيان جسر الاستقلال'، هو جسر معلق مدعوم بالكوابل يربط الجسر بين ضفتي وادي الرمال بقلب مدينة قسنطينة ثالث أهم مدن الجزائر وعاصمة الشرق الجزائري.

### الشام
- جسر عبدون: في الأردن

## الجسور في السينما العالمية
لعل أشهر الأفلام العالمية التي تناولت الجسور هو الفيلم الأمريكي «جسر على نهر كواي» والذي تدور أحداثه خلال الحرب العالمية الثانية.

## مقالات ذات صلة
- جسر ASB الأمريكي
- قائمة الجسور البارزة
- جسر علوي
- الجسر الزجاجي (زانغجياجي)
- جسر سينسيناتي الجنوبي